# Taikon
Taikon är ett efternamn som bärs av medlemmar av en svensk-kalderashromsk släkt. Bland släktmedlemmarna märks bland andra silversmeden Rosa Taikon och författaren Katarina Taikon, båda opinionsbildare för romska rättigheter.
I Sverige var 93 personer med efternamnet Taikon folkbokförda den 31 december 2020.

## Historik
Familjen Taikon turnerade under 1800-talet som musiker och artister i Europas länder. Släktens förste svenske anfader Kori Taikon (tidigare Kori Jantjeschi) föddes 1840 i Ungern, medan hans son Johan Taikon (tidigare Vane Isvan) kom till världen i Gascogne i Frankrike 1877. De uppträdde på scener som Bolsjojteatern i Moskva. Kori Taikon var i Sverige redan 1890 då hans följe uppträdde med spanska och "kosackiska" danser. Kori Taikon annonserade uppträdandet i en lokal tidning. Via Finland och Haparanda kom Kori Taikon och hans hustru 1898 tillbaka till Sverige tillsammans med tolv barn och deras familjer. De kommande åren företogs resor till länder som Tyskland, Frankrike, Norge, Finland och Ryssland, men efter första världskriget stannade familjen i Sverige.
Inom släkten finns också grenar med namnen Kaldaras, Columber och Bessik.

## Kända personer i släkten
- Kori Taikon (1840–1932), gift med Marie Jörgie (1856–1916)
  - Johan "Dhamo" Kaldaras-Columber (död 1945) Artist, tivoliägare, guld- och silversmed mm. Morfar till Hans Caldaras. 
    - Maria Kaldaras-Columber (1907–1987) Artist och mor till Hans Caldaras.
      - Hans Caldaras (född 1948), artist, författare, föreläsare, kompositör & debattör.

    - Erland Kaldaras-Columber (1912–1975), tivoliägare, köpman
      - Monica Caldaras (född 1943), lärare och författare.

  - Johan Taikon (1877–1947), artist, tivoliägare, förtennare, guld- och silversmed. Han var sambo med Agda Karlsson (1903–1933) som är mor till nedannämnda tre barn, sedan gift med Signe Öhman (1900–1966). 
    - Rosa Taikon (1926-2017), silversmed, opinionsbildare, varit gift med Bernd Janusch, silversmed
    - Pauline Jidhed (1930–2013), översättare, lärare, en tid gift med Willy Jidhed (1936–2011)
      - Jim Jidhed (född 1963), artist

    - Katarina Taikon (1932–1995), författare, opinionsbildare, en tid trolovad med Ove Tjernberg, skådespelare, sedan gift med Björn Langhammer (1933–1986), fotograf
      - Angelica Ström, ogift Tjernberg (född 1953), lärare
      - Niki Langhammer (1961–1999), företagare, judoutövare

  - Josef Taikon (1897–1967), musiker
    - Georg Demeter (1940–2014), son till Josef Taikon.
      - Angelina Amico (född 1963), barnskådespelare, ekonom, en tid förlovad med skådespelaren Kjell Bergqvist, och dotter till Georg Demeter.

## Oplacerade
- Johan Dimitri "Miloš" Taikon (1879–1950), kopparsmed, gift med en syster till Kori Taikon. Han lade tillsammans med Erik Ljungberg grunden för den bok[4] om romernas språk, som docent Olof Gjerdman (Uppsala), tillsammans med Erik Ljungberg (Stockholm) gav ut 1963. Han var även en känd sagoberättare. Några av de sagor han berättade upptecknades av folklivsforskaren Carl-Herman Tillhagen och gavs ut i bokform.[5]
- Nadja Taikon (1943–2004), lärare, författare, barnbarn till Johan Dimitri "Miloš" Taikon, äldre syster till Fred Taikon. [6]
- Fred Taikon (född 1945), författare, förläggare, har startat föreningen É Romani Glinda, barnbarn till Johan Dimitri "Miloš" Taikon.[7]